# Курепов, Александр Сергеевич
Александр Курепов, или Александр Арбат (фр. Alexandre Arbatt; 6 июня 1945, Москва — 12 июня 2016, Париж) — советский и французский актёр.

## Биография
Родился в 1945 году в Москве, сын циркового артиста Сергея Курепова.
В 1974 году окончил Школу-студию МХАТ.
Работал в Театре на Малой Бронной.
В конце 1970-х годов во время гастролей во Франции остался в Париже.
Сменил сценическое имя на Александр Арбат, в честь московского Арбата.
Во Франции играл в театре, снимался в кино, основал свои курсы актёрского мастерства.
Умер в 2016 году в Париже.
Жена — актриса Ирина Степанова, сын — актёр Антон Курепов, дочь — актриса Людмила Курепова.

## Фильмография
Фильмы СССР, в титрах — Александр Курепов:
- 1975 — Концерт для двух скрипок — Ладя Брагин — главная роль
- 1975 — Светлые ожидания (фильм-спектакль) — Саша Врублевский
- 1975 — Персональное дело (фильм-спектакль) — Валерий Малюга
- 1976 — Никто вместо тебя / Nimeni în locul tău — Коля Стежару
- 1977 — Лунев сегодня и завтра (фильм-спектакль) — эпизод
- 1977 — Рассказ от первого лица (фильм-спектакль) — Кольцов

Фильмы Франции, в титрах — Alexandre Arbatt:
- 1981 — Красная тень / L’Ombre rouge — эпизод
- 1984 — Диагональ слона / La Diagonale du fou (Франция, Швейцария) — Павиус Фромм — главная роль
- 1993 — Мадемуазель О. / Mademoiselle O (Франция, Россия) — отец Володи
- 1993 — По следу телеграфа / La Piste du télégraphe (Франция, Россия) — Майк
- 1998 — Мадлен / Madeline (Франция, США) — посол Узбекистана
- 1999 — Бальзак / Balzac (Франция, Италия, Германия)
- 2006 — Сартр, годы страстей / Sartre, l'âge des passions (Франция)
- 2006 — Тигровые отряды / Les Brigades du Tigre (Франция) — доктор Танпичев
- 2009 — Ночной Пигаль / Pigalle, la nuit (Франция) — Горшенков

Также снимался в эпизодах французских телесериалов «Расследования комиссара Мегрэ», «Комиссар Наварро», «Налёт».
Озвучил во французской версии персонаж Миша Беленков мультфильма «Поли» / Paulie (1998, США).